# Motores Alfa Romeo na Fórmula 1
Os motores Alfa Romeo conquistaram dois títulos do Campeonato Mundial de Pilotos de Fórmula 1 (ambos como equipe oficial).

## História
A história dos motores Alfa Romeo na Fórmula 1 começou em sua temporada inaugural, que foi realizada em 1950, quando a Alfa Romeo fez sua estreia na categoria máxima do automobilismo mundial. Entretanto, apesar da equipe vencer os dois primeiros campeonatos de pilotos da Fórmula 1 — nesta época ainda não era disputado o campeonato de construtores —, ela se retira da competição por está incapacitada de financiar um novo carro para a disputa da temporada de 1952.
A Alfa Romeo retornou a categoria em 1961, como fornecedora de motores para a equipe De Tomaso, porém sem sucesso com a equipe não marcando nenhum ponto. Em 1962, além da De Tomaso, ela forneceu motores para a Cooper e LDS, na temporada seguinte para a LDS e Alfa Special, mas em 1964 acabou não fornecendo motores para nenhuma equipe. Em 1965 volta a fornecer motores para a LDS e Alfa Special, porém a fabricante volta a não fornecer motores nas temporadas seguintes, retornando somente em 1970 com a McLaren, mas essa parceria dura apenas um ano e, em 1971, a Alfa Romeo fornece para a March. Entretanto, durante esse período (1961-1971) o motor Alfa Romeo não se mostrou competitivo, e ela só retornou a fornecer motores na temporada de 1976, desta vez para a equipe Brabham, após uma temporada muito ruim, a equipe consegui alcançar quatro pódios na temporada seguinte.
Em 1978, na Brabham conseguiu desenvolver um bom motor, o que levou a equipe para um expressivo terceiro lugar no campeonato de construtores e o quarto no de pilotos com Niki Lauda (as melhores colocações da Alfa Romeo como fornecedora). A Alfa Romeo resolveu voltar à Fórmula 1 como equipe na temporada de 1979, porém permaneceu fornecendo motores para a Brabham, mas encerrou esse ciclo nessa temporada. Após sete temporadas com resultados abaixo do esperado, a Alfa Romeo saiu da Fórmula 1 como construtor ao término da corrida final da temporada de 1985 na Austrália. Entretanto, a fabricante havia retornado a fornecer motores em 1983 para a pequena e mal sucedida equipe italiana Osella, permanecendo oficialmente como fornecedora dessa equipe até 1987. Os melhores resultados da Osella com motor Alfa Romeo foram no GP de Dallas de 1984, quando Piercarlo Ghinzani terminou no quinto lugar marcando dois pontos e no GP da Itália, em Monza, quando Jo Gartner terminou também na quinta colocação e marcaria novamente dois pontos se o piloto austríaco não estivesse inelegível para os pontos devido a equipe ter escrito apenas um carro para o campeonato.
Para a temporada de 1987, a Alfa Romeo havia também feito um acordo para fornecer motores para a Ligier. No entanto, quando a Fiat (a mesma empresa que detém a gigante Ferrari) assumiu o controle da Alfa Romeo, o acordo foi cancelado (ostensivamente devido a observações negativas de René Arnoux sobre o motor) e a Ligier teve que usar motores Megatron (ex-BMW) na temporada de 1987. Em 1988, devido a publicidade negativa gerada pelos carros da Osella, a Alfa Romeo proibiu o uso adicional do seu nome em conexão com o motor. Com isso, os motores de 1988 foram rebatizados, sendo simplesmente denominados "Osella V8". No final dessa temporada, a Alfa Romeo encerrou de vez sua parceria com a Osella, terminando também o seu envolvimento com a Fórmula 1.

## Fornecimento de motores
| 1950                                | Alfa Romeo   | Alfa Romeo 158 1.5 L8C                                |
| 1951                                | Alfa Romeo   | Alfa Romeo 158 1.5 L8C                                |
| Não forneceu motores de 1952 a 1960 |              |                                                       |
| 1961                                | De Tomaso    | Alfa Romeo Giulietta 1.5 L4C                          |
| 1962                                | De Tomaso    | Alfa Romeo Giulietta 1.5 L4                           |
| 1962                                | Cooper       | Alfa Romeo Giulietta 1.5 L4                           |
| 1962                                | LDS          | Alfa Romeo Giulietta 1.5 L4                           |
| 1963                                | LDS          | Alfa Romeo Giulietta 1.5 L4                           |
| 1963                                | Alfa Special | Alfa Romeo Giulietta 1.5 L4                           |
| Não forneceu motores em 1964        |              |                                                       |
| 1965                                | LDS          | Alfa Romeo Giulietta 1.5 L4                           |
| 1965                                | Alfa Special | Alfa Romeo Giulietta 1.5 L4                           |
| Não forneceu motores de 1966 a 1969 |              |                                                       |
| 1970                                | McLaren      | Alfa Romeo T33 3.0 V8                                 |
| 1971                                | March        | Alfa Romeo T33 3.0 V8                                 |
| Não forneceu motores de 1972 a 1975 |              |                                                       |
| 1976                                | Brabham      | Alfa Romeo 115-12 3.0 F12                             |
| 1977                                | Brabham      | Alfa Romeo 115-12 3.0 F12                             |
| 1978                                | Brabham      | Alfa Romeo 115-12 3.0 F12                             |
| 1979                                | Brabham      | Alfa Romeo 115-12 3.0 F12 Alfa Romeo 1260 3.0 V12     |
| 1979                                | Autodelta    | Alfa Romeo 1260 3.0 V12                               |
| 1980                                | Alfa Romeo   | Alfa Romeo 1260 3.0 V12                               |
| 1981                                | Alfa Romeo   | Alfa Romeo 1260 3.0 V12                               |
| 1982                                | Alfa Romeo   | Alfa Romeo 1260 3.0 V12                               |
| 1983                                | Alfa Romeo   | Alfa Romeo 890T 1.5 V8 Turbo                          |
| 1983                                | Osella       | Alfa Romeo 1260 3.0 V12                               |
| 1984                                | Alfa Romeo   | Alfa Romeo 890T 1.5 V8 Turbo                          |
| 1984                                | Osella       | Alfa Romeo 890 T 1.5 V8 Turbo Alfa Romeo 1260 3.0 V12 |
| 1985                                | Alfa Romeo   | Alfa Romeo 890T 1.5 V8 Turbo                          |
| 1985                                | Osella       | Alfa Romeo 890T 1.5 V8 Turbo                          |
| 1986                                | Osella       | Alfa Romeo 890T 1.5 V8 Turbo                          |
| 1987                                | Osella       | Alfa Romeo 890T 1.5 V8 Turbo                          |
| 1988                                | Osella       | Osella 890T 1.5 V8 Turbo1                             |

## Títulos

### Campeonato de Pilotos[5]
| Ano  | Piloto             |
| ---- | ------------------ |
| 1950 | Giuseppe Farina    |
| 1951 | Juan Manuel Fangio |

### Campeonato de Construtores[5]
| Ano  | Pos | Construtor |
| ---- | --- | ---------- |
| 1983 | 6º  | Alfa Romeo |

## Campeonato como Fornecedora

### Pilotos[6]
| Ano  | Pos | Piloto     |
| ---- | --- | ---------- |
| 1978 | 4º  | Niki Lauda |

### Construtores[6]
| Ano  | Pos | Construtor |
| ---- | --- | ---------- |
| 1978 | 3º  | Brabham    |

## Números na Fórmula 1
- Vitórias: 12[7] (6,100%[8])
- Pole-Positions: 15[9] (6,940%[10])
- Voltas Mais Rápidas: 20[11]
- Triplos (Pole, Vitória e Volta Mais Rápida) 9[12] (não considerando os pilotos, apenas o motor)
- Pontos: 330[13]
- Pódiums: 30[14]
- Grandes Prêmios: 213[15] (Todos os Carros: 474[16])
- Grandes Prêmios com Pontos: 56[17]
- Largadas na Primeira Fila: 27[18]
- Posição Média no Grid: 12,950[19]
- Km na Liderança: 5.953,187 Km[20]
- Primeira Vitória: 1 Corrida[21]
- Primeira Pole Position: 1 GP[22]
- Não Qualificações: 25[23]
- Desqualificações: 1[24]
- Porcentagem de Motores Quebrados: 61,600%[25]